# Morsano al Tagliamento
Morsano al Tagliamento est une commune italienne de la province de Pordenone, dans la région Frioul-Vénétie Julienne.

## Administration
| Période                                  | Période | Identité | Étiquette | Qualité |
| ---------------------------------------- | ------- | -------- | --------- | ------- |
|                                          |         |          |           |         |
| Les données manquantes sont à compléter. |         |          |           |         |

### Hameaux
Bando, Mussons, Saletto, San Paolo al Tagliamento.

### Communes limitrophes
Camino al Tagliamento, Cordovado, Fossalta di Portogruaro, San Michele al Tagliamento, San Vito al Tagliamento, Sesto al Reghena, Teglio Veneto, Varmo.